# 古川町立信包小学校
古川町立信包小学校 （ふるかわちょうりつ のぶかしょうがっこう）は、かつて岐阜県吉城郡古川町（現・飛騨市古川町）に存在した公立小学校。

## 概要
- 信包・黒内・谷・寺地・笹ヶ洞が校区であり、旧・小鷹利村の小学校であった。古川町が農村部の過疎化による小規模校の複式学級を解消するために、隣接校の統合をすすめたことにより、1963年、末真小学校、袈裟丸小学校と統合し、中山小学校の新設により廃校。
- 校舎は古川西小学校信包分教室として1970年6月まで使用された。跡地は紡績工場、公民館、保育園などとなった。

## 沿革
- 1874年（明治7年）3月 - 小鷹利学校が開校。校区は信包村、黒内村、谷村、寺地村、笹ヶ洞村。向善寺[注釈 2]を仮校舎とする。
- 1875年（明治8年）2月 - 高野村、畦畑村、平岩村、大村、寺地村、笹ヶ洞村、信包村、黒内村、谷村が合併し、小鷹利村が発足。
- 1879年（明治12年） - 新築（木造2階建）移転。
- 1886年（明治19年） - 小鷹利簡易科小学校に改称する。
- 1888年（明治21年）1月 - 信包尋常小学校に改称する。
- 1901年（明治34年） - 信包尋常高等小学校に改称する。
- 1902年（明治35年） - 小鷹利村大字信包字殿野に新築移転。
- 1905年（明治38年） - 青少年を対象にした小鷹利村独自の教育機関として、小鷹利壮丁講習を始める。
- 1907年（明治40年） - 小鷹利壮丁講習を男子講習会に改称する。
- 1908年（明治41年） - 女子講習会を始める。
- 1916年（大正5年）3月 - 男子講習会及び女子講習会を廃止。農業補習学校を信包尋常高等小学校に併設する。
- 1934年（昭和9年） - 校舎を増築する。
- 1941年（昭和16年）4月1日 - 信包国民学校に改称する。
- 1947年（昭和22年）4月1日 - 小鷹利村立信包小学校に改称する。小鷹利村立小鷹利中学校の本校を信包小学校に併設する。
- 1952年（昭和27年） - 小鷹利中学校が新築移転し、併設が解消される。
- 1956年（昭和31年）4月1日 - 古川町、細江村、小鷹利村が合併し、改めて古川町が発足。同時に古川町立信包小学校に改称する。
- 1963年（昭和38年）4月 - 袈裟丸小学校、末真小学校と統合し、中山小学校の新設により廃校。校舎は中山小学校信包分教室となる。